# EuroCup 2018/19
Der EuroCup 2018/19 war die 17. Spielzeit des EuroCups im Vereinsbasketball der Herren. Er ist nicht zu verwechseln mit dem FIBA Europe Cup, der vom Kontinentalverband FIBA Europa ausgetragen wird.
Der Wettbewerb hatte ähnlich wie im übergeordneten Wettbewerb EuroLeague 2018/19 und wie bereits in der Vorsaison einen Namenssponsor mit dem griechischen Lebensmittelkonzern Vivartia und deren Snackmarke 7DAYS, so dass der vollständige Name des Wettbewerbs 7DAYS EuroCup lautete.
Den Titel gewann zum vierten Mal der Valencia Basket Club aus Spanien, welcher sich im Finale gegen Alba Berlin durchsetzte.

## Modus
Am EuroCup nahmen in der Vorrunde wie im Vorjahr 24 Mannschaften teil. Die Vorrunde wurde im Rundenturnier-Modus englisch round robin mit Hin- und Rückspiel in vier Gruppen mit je sechs Mannschaften gespielt. Die beiden sportlich letztplatzierten und erfolglosesten Mannschaften jeder Vorrundengruppe schieden aus, während die anderen Mannschaften die zweite Gruppenphase der 16 besten Mannschaften erreichten.
Auch hier wurde in vier Gruppen mit nun jeweils vier Mannschaften weitergespielt, wobei gestaffelt nach Vorrundenplatzierung sich die Mannschaften auf die Zwischenrundengruppen verteilten, so dass keine Gruppengegner der Vorrunde auch in der Zwischenrunde gegeneinander spielten. Die jeweils Erst- und Zweitplatzierten jeder Zwischenrunde qualifizierten sich für das Viertelfinale, während die restlichen Zwischenrundenmannschaften ausschieden.
Ab dem Viertelfinale wurde im Play-off-Modus „Best-of-Three“ weitergespielt, wobei die besser platzierte Mannschaft der Zwischenrunde zunächst Heimrecht hatte. Die Mannschaft, die zuerst zwei Siege in einer Play-off-Serie erzielte, erreichte die nächste Runde.

## Teilnehmende Mannschaften
Am Wettbewerb nahm kein Landesmeister, aber immerhin sechs Vizemeister aus den nationalen Ligen teil. Die nächstbesseren Vereine nach den Teilnehmern an der EuroLeague aus den wichtigsten europäischen Ligen nahmen in der Regel weiterhin am EuroCup teil, allerdings zogen immer mehr Klubs den Konkurrenz-Europapokal Basketball Champions League vor, wie etwa Brose Bamberg.
Der EuroCup büßte insgesamt an Qualität ein, vier Teilnehmer erreichten in ihren nationalen Ligen nicht die Play-offs, mit Türk Telekom nahm zudem ein Zweitliga-Aufsteiger durch eine Wildcard teil.
| Liga                          | Anzahl | Klubs (VJPa)                   | Klubs (VJPa)                     | Klubs (VJPa)                    | Klubs (VJPa)     |
| ----------------------------- | ------ | ------------------------------ | -------------------------------- | ------------------------------- | ---------------- |
| ABA-Liga                      | 4      | Roter Stern Belgrad (VM/1)     | KK Cedevita (HF/3)               | KK Mornar Bar (HF/4)            | Partizan NIS (5) |
| Liga ACB                      | 3      | Valencia Basket Club (VF/4)    | MoraBanc Andorra (VF/6)          | Unicaja Málaga (VF/7)           |                  |
| Türkiye Basketbol Ligi        | 3      | Tofaş Spor Kulübü (VM/2)       | Galatasaray (9)                  | Türk Telekomspor WC (M 2. Liga) |                  |
| VTB United League ( Russland) | 3      | UNICS Kasan (HF/2)             | Zenit St. Petersburg (HF/4)      | Lokomotive Kuban (VF/3)         |                  |
| Basketball-Bundesliga         | 3      | Alba Berlin (VM/2)             | Fraport Skyliners (VF/8)         | ratiopharm Ulm WC (10)          |                  |
| Lega Basket Serie A           | 3      | Dolomiti Energia Trento (VM/2) | Germania Brescia Leonessa (HF/4) | Fiat Torino WC (11)             |                  |
| LNB Pro A                     | 3      | AS Monaco (VM/1)               | Limoges CSP (HF/4)               | LDLC ASVEL WC (VF/6)            |                  |
| LKL                           | 1      | Lietuvos rytas (VM/2)          |                                  |                                 |                  |
| Liga Koszykówki               | 1      | Asseco Gdynia (11)             |                                  |                                 |                  |

a: in Klammern Play-off-Runde und Abschlussplatzierung in der jeweiligen Meisterschaft mit VM als Finalist und Vizemeister, ansonsten nur Hauptrundenplatzierung 

WC: Wildcard

## Erste Gruppenphase
Die erste Gruppenphase fand vom 2. Oktober bis 19. Dezember 2018 statt.

### Gruppe A
| Klub                   | Sp | S | N | P+  | P-  |
| ---------------------- | -- | - | - | --- | --- |
| 1. AS Monaco           | 10 | 7 | 3 | 796 | 757 |
| 2. MoraBanc Andorra    | 10 | 6 | 4 | 852 | 834 |
| 3. Roter Stern Belgrad | 10 | 6 | 4 | 825 | 768 |
| 4. ratiopharm Ulm      | 10 | 5 | 5 | 824 | 827 |
| 5. Germania Brescia    | 10 | 3 | 7 | 780 | 842 |
| 6. Galatasaray         | 10 | 3 | 7 | 761 | 810 |

### Gruppe B
| Klub                 | Sp | S | N | P+  | P-  |
| -------------------- | -- | - | - | --- | --- |
| 1. Lokomotive Kuban  | 10 | 9 | 1 | 847 | 757 |
| 2. Alba Berlin       | 10 | 7 | 3 | 883 | 835 |
| 3. KK Cedevita       | 10 | 5 | 5 | 853 | 831 |
| 4. Limoges CSP       | 10 | 4 | 6 | 818 | 846 |
| 5. Tofaş Spor Kulübü | 10 | 4 | 6 | 891 | 908 |
| 6. Asseco Gdynia     | 10 | 1 | 9 | 755 | 870 |

### Gruppe C
| Klub                       | Sp | S | N | P+  | P-  |
| -------------------------- | -- | - | - | --- | --- |
| 1. Valencia Basket Club    | 10 | 8 | 2 | 846 | 759 |
| 2. LDLC ASVEL              | 10 | 7 | 3 | 781 | 732 |
| 3. Partizan NIS            | 10 | 4 | 6 | 756 | 771 |
| 4. Zenit St. Petersburg    | 10 | 4 | 6 | 840 | 823 |
| 5. Türk Telekomspor        | 10 | 4 | 6 | 766 | 819 |
| 6. Dolomiti Energia Trento | 10 | 3 | 7 | 745 | 830 |

### Gruppe D
| Klub                 | Sp | S | N  | P+  | P-  |
| -------------------- | -- | - | -- | --- | --- |
| 1. UNICS Kasan       | 10 | 9 | 1  | 846 | 750 |
| 2. Unicaja Málaga    | 10 | 8 | 2  | 897 | 788 |
| 3. Fraport Skyliners | 10 | 6 | 4  | 767 | 762 |
| 4. Lietuvos rytas    | 10 | 5 | 5  | 769 | 776 |
| 5. KK Mornar Bar     | 10 | 2 | 8  | 772 | 905 |
| 6. Fiat Torino       | 10 | 0 | 10 | 800 | 870 |

## Zweite Gruppenphase (Top 16)
Die zweite Gruppenphase fand vom 1. Januar bis 6. Februar 2019 statt.

### Gruppe E
| Klub              | Sp | S | N | P+  | P-  |
| ----------------- | -- | - | - | --- | --- |
| 1. Alba Berlin    | 6  | 5 | 1 | 487 | 451 |
| 2. Lietuvos rytas | 6  | 3 | 3 | 482 | 460 |
| 3. AS Monaco      | 6  | 2 | 4 | 418 | 457 |
| 4. Partizan NIS   | 6  | 2 | 4 | 442 | 461 |

### Gruppe F
| Klub                 | Sp | S | N | P+  | P-  |
| -------------------- | -- | - | - | --- | --- |
| 1. LDLC ASVEL        | 6  | 5 | 1 | 445 | 411 |
| 2. Lokomotive Kuban  | 6  | 4 | 2 | 474 | 423 |
| 3. ratiopharm Ulm    | 6  | 3 | 3 | 485 | 464 |
| 4. Fraport Skyliners | 6  | 0 | 6 | 368 | 474 |

### Gruppe G
| Klub                    | Sp | S | N | P+  | P-  |
| ----------------------- | -- | - | - | --- | --- |
| 1. Valencia Basket Club | 6  | 6 | 0 | 501 | 458 |
| 2. Unicaja Málaga       | 6  | 3 | 3 | 468 | 485 |
| 3. Roter Stern Belgrad  | 6  | 2 | 4 | 490 | 485 |
| 4. Limoges CSP          | 6  | 1 | 5 | 450 | 481 |

### Gruppe H
| Klub                    | Sp | S | N | P+  | P-  |
| ----------------------- | -- | - | - | --- | --- |
| 1. UNICS Kasan          | 6  | 5 | 1 | 507 | 426 |
| 2. MoraBanc Andorra     | 6  | 5 | 1 | 479 | 459 |
| 3. Zenit St. Petersburg | 6  | 2 | 4 | 456 | 475 |
| 4. KK Cedevita          | 6  | 0 | 6 | 474 | 556 |

## Knockout-Runden
Ab dem Viertelfinale der besten acht Mannschaften wurde im K.-o.-System weitergespielt, wobei die einzelnen Paarungen im Play-off-Modus Best-of-Three entschieden wurden.

### Viertelfinale
Die Viertelfinalspiele fanden zwischen dem 5. und 13. März 2019 statt.
| Paarung              | Paarung | Paarung          | 1. Spiel | 2. Spiel | 3. Spiel |
| Alba Berlin          | −       | Unicaja Málaga   | 90:91    | 101:81   | 79:75    |
| LDLC ASVEL           | −       | MoraBanc Andorra | 79:75    | 79:98    | 80:82    |
| Valencia Basket Club | −       | Lietuvos rytas   | 75:64    | 71:56    |          |
| UNICS Kasan          | −       | Lokomotive Kuban | 86:66    | 59:68    | 69:65    |

### Halbfinale
Die Halbfinalspiele fanden zwischen dem 19. und dem 22. März 2019 statt.
| Paarung              | Paarung | Paarung          | 1. Spiel | 2. Spiel | 3. Spiel |
| Alba Berlin          | −       | MoraBanc Andorra | 102:97   | 87:81    |          |
| Valencia Basket Club | −       | UNICS Kasan      | 69:64    | 79:73    |          |

### Finalspiele
Die Finalspiele fanden zwischen dem 9. und dem 15. April 2019 statt.
| Paarung              | Paarung | Paarung     | 1. Spiel | 2. Spiel    | 3. Spiel |
| Valencia Basket Club | −       | Alba Berlin | 89:75    | 92:95 n. V. | 89:63    |